# 鄧𣏌
鄧𣏌（1429年—1488年），字邦用，四川順慶府廣安州人，軍籍，治《易經》，年三十八歲中式成化二年丙戌科第三甲第一百三十八名進士。十二月二十七日生，行三，曾祖鄧德英，贈百戶；祖鄧福才；父鄧濱；母楊氏。具慶下，妻姜氏，兄樟；榕，弟榛；楫；檜；柱。由國子生中式四川鄉試第五十四名舉人，會試中式第五十五名。